# Platyny
Platyny (deutsch Platteinen) ist ein Dorf in der polnischen Woiwodschaft Ermland-Masuren. Es gehört zur Gmina Olsztynek (Stadt- und Landgemeinde Hohenstein i. Ostpr.) im Powiat Olsztyński (Kreis Allenstein).

## Geographische Lage
Platyny liegt im Südwesten der Woiwodschaft Ermland-Masuren, 18 Kilometer südöstlich der ehemaligen Kreisstadt Osterode in Ostpreußen (polnisch Ostróda) bzw. 23 Kilometer südwestlich der heutigen Kreismetropole Olsztyn (deutsch Allenstein).

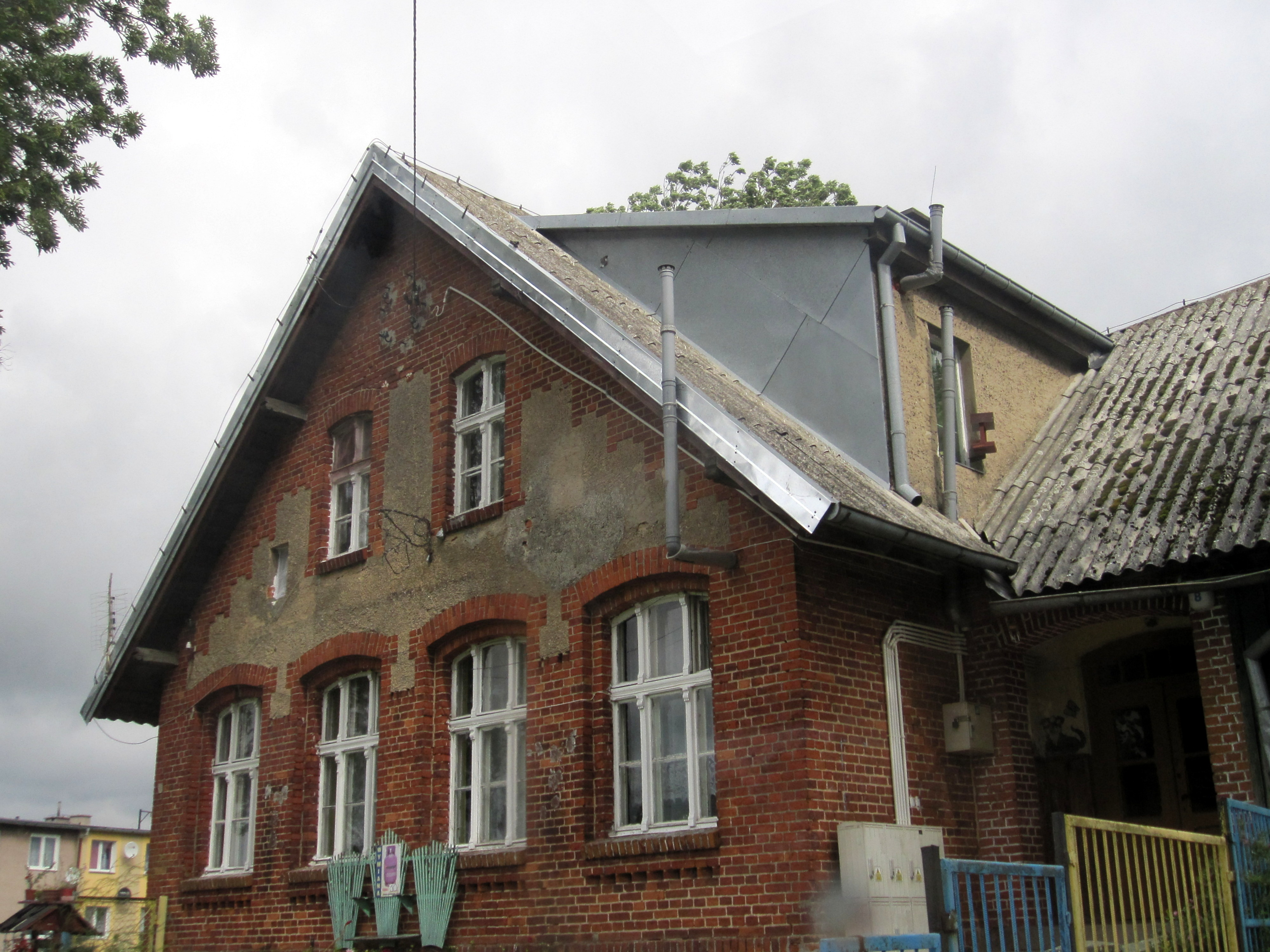
Die Schule in Platyny

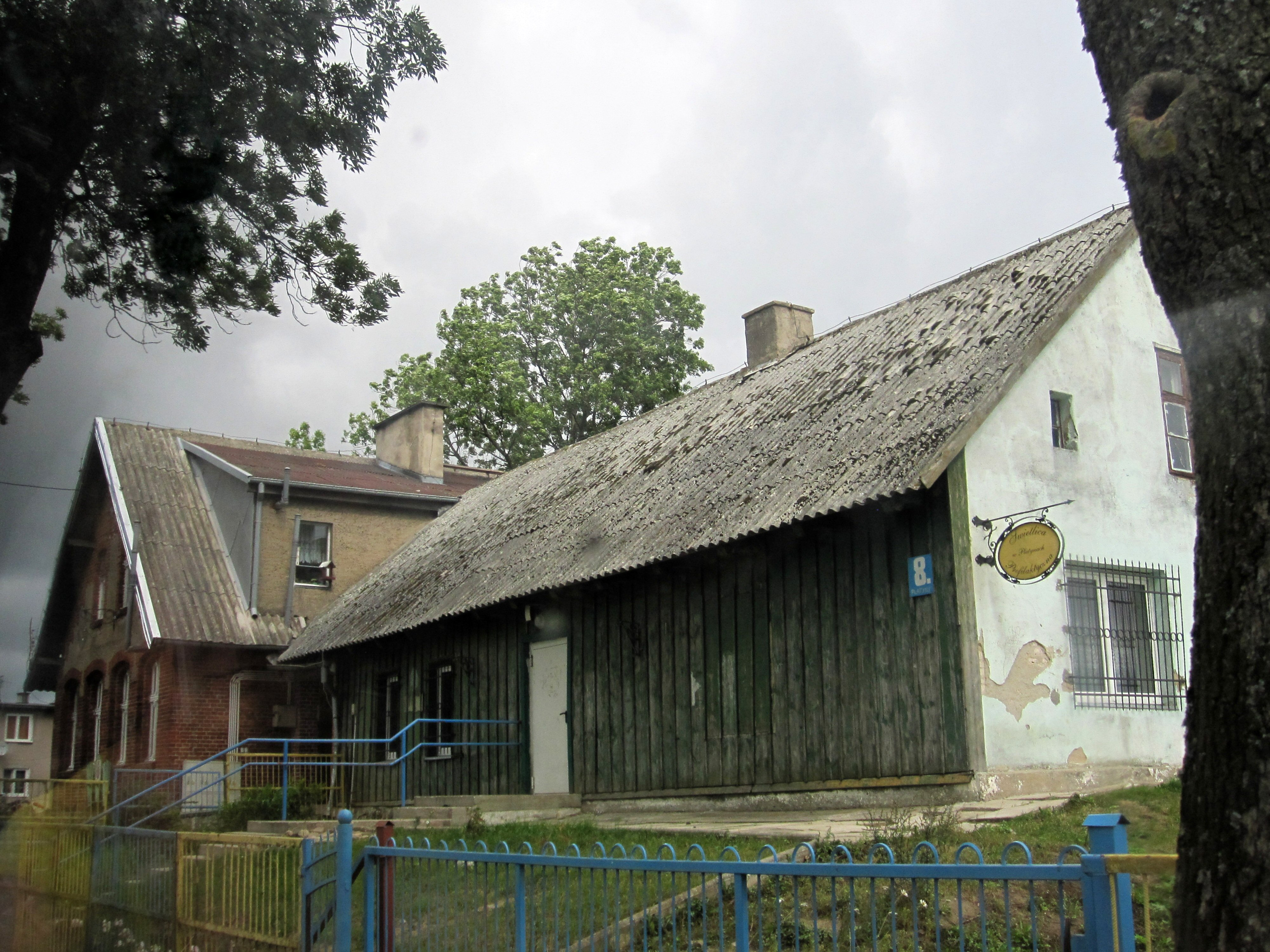
Das Klubhaus an der Schule

|  |

## Geschichte

### Ortsgeschichte
Der Gutsort Plattin – nach 1579 Plathen, um 1785 Platheinen, nach 1785 Plathenen – wurde 1360 am Ostufer des Platteiner Sees (polnisch Jezioro Platyńskie, auch: Jezioro Platyny) wurde 1360 gegründet. Am 7. Mai 1874 wurde der Ort Amtsdorf und damit namensgebend für einen Amtsbezirk, der bis 1945 zum Kreis Osterode in Ostpreußen im Regierungsbezirk Königsberg (1905 bis 1945: Regierungsbezirk Allenstein) in der preußischen Provinz Ostpreußen gehörte. Am 21. September 1887 schlossen sich die Landgemeinden Joachimowo und Platteinen mit dem Gutsbezirk Platteinen zum neuen Gutsbezirk Platteinen zusammen. 203 Einwohner waren 1910 im Gutsdorf Platteinen gemeldet.
Am 30. September 1928 vereinigten sich die Gutsbezirke Platteinen und Warglitten bei Hohenstein mit dem Gutsbezirk Luttkenwalde zur neuen Landgemeinde Platteinen. Die Einwohnerzahl der so veränderten Gemeinde belief sich 1933 auf 253 und 1939 auf 280.
Im Jahre 1945 wurde das gesamte südliche Ostpreußen in Kriegsfolge an Polen überstellt. Platteinen erhielt die polnische Namensform „Platyny“ und ist heute eine Ortschaft im Verbund der Stadt- und Landgemeinde Olsztynek (Hohenstein i. Ostpr.) im Powiat Olsztyński (Kreis Allenstein), bis 1998 der Woiwodschaft Olsztyn, seither der Woiwodschaft Ermland-Masuren mit der Hauptstadt Olsztyn (Allenstein) zugeordnet. Am 26. Oktober 2020 zählte Platyny 355 Einwohner.
Das alte Gutshaus Platteinen ist noch vorhanden und soll restauriert werden, vom alten Gutspark – 1876 vom Gartenarchitekten Johann Larass konzipiert – ist nur noch wenig vorhanden.

### Amtsbezirk Platteinen (1874–1945)
Der Amtsbezirk Platteinen bestand ursprünglich aus fünf Orten. Am Ende waren es aufgrund von Umstrukturierungen noch drei:
| Deutscher Name                        | Polnischer Name | Anmerkungen |
| ------------------------------------- | --------------- | --- |
| Platteinen, Dorf                      | Platyny         | 1887 in den Gutsbezirk Platteinen eingegliedert, 1928 neu gebildet                                              |
| Platteinen, Gut                       |                 | 1928 in die neue Landgemeinde Platteinen eingegliedert                                                          |
| Rothwasser                            | Czerwona Woda   | |
| Sawadden 1938–1945 Jungingen (Ostpr.) | Zawady          | |
| Warglitten bei Hohenstein             | Warlity Małe    | 1928 in die Landgemeinde Platteinen eingegliedert                                                               |
| vor 1883: Joachimowo                  |                 | 1887 Zusammenschluss der Landgemeinde Joachimowo und des Gutsbezirks Platteinen zum neuen Gutsbezirk Platteinen |
| ab 1928: Luttkenwalde                 |                 | bis 1928 Amtsbezirk Reichenau, 1928 in die Landgemeinde Platteinen eingegliedert                                |

Am 1. Januar 1945 gehörten noch Jungingen (Ostpr.), Platteinen und Rothwasser zum Amtsbezirk Platteinen.

## Kirche
Bis 1945 war Platteinen in die evangelische Kirche Wittigwalde (polnisch Wigwałd) in der Kirchenprovinz Ostpreußen der Kirche der Altpreußischen Union, außerdem in die römisch-katholische Kirche Osterode in Ostpreußen eingepfarrt.
Heute gehört Platyny katholischerseits zur Pfarrei Wigwałd (Wittigwalde) im Dekanat Olsztynek innerhalb des Erzbistums Ermland, evangelischerseits zur Kirchengemeinde Olsztynek, einer Filialgemeinde der Christus-Erlöser-Kirche Olsztyn in der Diözese Masuren der Evangelisch-Augsburgischen Kirche in Polen.

## Verkehr
Platyny liegt nördlich der Straße Olsztynek–Ostróda und ist über einen Straßenabzweig zwischen Świętajńska Karczma (Karlsrode) und Warglewo zu erreichen. Nebenstraßen von Warlity Małe (Warglitten  bei Hohenstein) und Elgnówko (Gilgenau) enden in Platyny.
Eine Anbindung an den Bahnverkehr besteht nicht.